# Walter Gargano
Walter Alejandro Gargano Guevara (sinh ngày 23 tháng 7 năm 1984) là một cầu thủ bóng đá người Uruguay hiện chơi cho Peñarol ở vị trí tiền vệ phòng ngự.

### Bàn thắng cho đội tuyển quốc gia
| #  | Ngày                | Địa điểm                                 | Đối thủ | Bàn thắng | Kết quả | Giải đấu |
| -- | ------------------- | ---------------------------------------- | ------- | --------- | ------- | -------- |
| 1. | 29 tháng 5 năm 2011 | Wirsol Rhein-Neckar-Arena, Sinsheim, Đức | Đức     | 1–2       | 1–2     | Giao hữu |

## Danh hiệu

### Câu lạc bộ
Napoli
- Coppa Italia: 2011–12
- Supercoppa Italiana: 2014

Peñarol
- Uruguayan Primera División: 2018

### Quốc tế
Uruguay
- Copa América: 2011